# Studios Atlas
Pour les articles homonymes, voir Atlas.
Les Studios Atlas sont des studios de cinéma situés à Ouarzazate, au Maroc, et créés en 1983 par Mohamed Belghmi.
Dans les années 1980, ils ont notamment accueilli les tournages des films Le Diamant du Nil et Tuer n'est pas jouer.
Dans les années 1990, La Momie est en partie filmé dans ces studios.
Dans les années 2000, Ridley Scott y tourne une partie de Gladiator puis de Kingdom of Heaven. Durant la même décennie, les studios Atlas ont accueilli les tournages d'Astérix et Obélix : Mission Cléopâtre et Babel.
Des séries comme Game of Thrones, Atlantis et Toutânkhamon : Le Pharaon maudit ont également utilisé les studios Atlas.